# Crassocephalum
Genre
Crassocephalum est un genre de plantes à fleurs appartenant à la famille des Astéracées (Asteraceae). 

## Liste d'espèces
Selon BioLib (24 juillet 2017) :
- Crassocephalum bauchiense (Hutch.) Milne-Redh.
- Crassocephalum bougheyanum C.D. Adams
- Crassocephalum coeruleum (O. Hoffm.) R.E. Fr.
- Crassocephalum crepidioides (Benth.) S. Moore
- Crassocephalum ducis-aprutii (Chiov.) S. Moore
- Crassocephalum effusum (Mattf.) C. Jeffrey
- Crassocephalum goetzenii (O. Hoffm.) S. Moore
- Crassocephalum gracile (Hook.f. ex Hook.f.) Milne-Redh. ex Guinea
- Crassocephalum guineense C.D. Adams
- Crassocephalum kassnerianum (Muschl.) Lisowski
- Crassocephalum lemuricum (Humbert) Humbert
- Crassocephalum libericum S. Moore
- Crassocephalum macropappus (Sch. Bip. ex A. Rich.) S. Moore
- Crassocephalum manampanihense (Humbert) Humbert
- Crassocephalum montuosum (S. Moore) Milne-Redh.
- Crassocephalum paludum C. Jeffrey
- Crassocephalum radiatum S. Moore
- Crassocephalum rubens (Juss. ex Jacq.) S. Moore
- Crassocephalum splendens C. Jeffrey
- Crassocephalum togoense C.D. Adams
- Crassocephalum torreanum Lisowski
- Crassocephalum uvens (Hiern) S. Moore
- Crassocephalum vitellinum (Benth.) S. Moore

Selon Catalogue of Life (24 juillet 2017) :
- Crassocephalum baoulense (A. Cheval.) Milne-Redhead
- Crassocephalum bauchiense (Hutch.) Milne-Redhead
- Crassocephalum bougheyanum C. D. Adams
- Crassocephalum coeruleum (O. Hoffm.) R.E. Fr.
- Crassocephalum crepidioides (Benth.) S. Moore
- Crassocephalum ducis-aprutii S. Moore
- Crassocephalum effusum (Mattf.) C. Jeffrey
- Crassocephalum goetzenii (O. Hoffm.) S. Moore
- Crassocephalum gracile (Hook. fil. ex Hutch. & Dalziel) Milne-Redhead ex Guinea
- Crassocephalum guineense C. D. Adams
- Crassocephalum kassnerianum (Muschl.) S. Lisowski
- Crassocephalum lemuricum (Humbert) Humbert
- Crassocephalum libericum S. Moore
- Crassocephalum macropappus (Sch. Bip. ex. A. Rich.) S. Moore
- Crassocephalum manampanihense (Humbert) Humbert
- Crassocephalum montuosum (S. Moore) Milne-Redhead
- Crassocephalum paludum C. Jeffrey
- Crassocephalum picridifolium (DC.) S. Moore
- Crassocephalum radiatum S. Moore
- Crassocephalum rubens (Juss. ex Jacq.) S. Moore
- Crassocephalum sonchifolium (Baker) Humbert
- Crassocephalum splendens C. Jeffrey
- Crassocephalum togoense C. D. Adams
- Crassocephalum torreanum S. Lisowski
- Crassocephalum uvens S Moore
- Crassocephalum vitellinum (Benth.) S. Moore

Selon GRIN (24 juillet 2017) :
- Crassocephalum bauchiense (Hutch.) Milne-Redh.
- Crassocephalum crepidioides (Benth.) S. Moore
- Crassocephalum rubens (Juss. ex Jacq.) S. Moore

Selon ITIS (24 juillet 2017) :
- Crassocephalum crepidioides (Benth.) S. Moore
- Crassocephalum vitellinum (Benth.) S. Moore

Selon NCBI (24 juillet 2017) :
- Crassocephalum crepidioides
- Crassocephalum crepidioides × Crassocephalum rubens
- Crassocephalum montuosum
- Crassocephalum rubens
- Crassocephalum vitellinum

Selon The Plant List (24 juillet 2017) :
- Crassocephalum bauchiense (Hutch.) Milne-Redh.
- Crassocephalum bougheyanum C.D.Adams
- Crassocephalum coeruleum (O.Hoffm.) R.E.Fr.
- Crassocephalum crepidioides (Benth.) S.Moore
- Crassocephalum ducis-aprutii (Chiov.) S.Moore
- Crassocephalum effusum (Mattf.) C.Jeffrey
- Crassocephalum goetzenii (O.Hoffm.) S.Moore
- Crassocephalum gracile (Hook.f. ex Hook.f.) Milne-Redh. ex Guinea
- Crassocephalum guineense C.D.Adams
- Crassocephalum kassnerianum (Muschl.) Lisowski
- Crassocephalum lemuricum (Humbert) Humbert
- Crassocephalum libericum S.Moore
- Crassocephalum macropappus (Sch.Bip. ex A.Rich.) S.Moore
- Crassocephalum manampanihense (Humbert) Humbert
- Crassocephalum montuosum (S.Moore) Milne-Redh.
- Crassocephalum paludum C.Jeffrey
- Crassocephalum picridifolium (DC.) S.Moore
- Crassocephalum radiatum S.Moore
- Crassocephalum rubens (Juss. ex Jacq.) S.Moore
- Crassocephalum splendens C.Jeffrey
- Crassocephalum togoense C.D.Adams
- Crassocephalum torreanum Lisowski
- Crassocephalum uvens (Hiern) S.Moore
- Crassocephalum vitellinum (Benth.) S.Moore